# قاسم کاهی
سید ابوالقاسم نجم الدین محمد میدانکاهی معروف به قاسم کاهی شاعر سده نهم هجری است.
امین احمد رازی در کتاب تذکره هفت اقلیم در مورد سید ابوالقاسم نجم الدین کاهی چنین گفته‌است:
«وی از شاگردان عبدالرحمن جامی بوده و
در کابل ولادت یافته و بخشی از عمر خویش را در زادگاه خود و بخشی دیگر را در سرزمین هندوستان گذرانیده است. تاریخ ولادت او معلوم نیست ولی درگذشت او به سال ۹۸۸ هجری در اگره هندوستان اتفاق افتاده و نوشته‌اند که ۱۲۰ سال زندگانی یافته‌است. او شاعری بوده خوشخو و خوشگو و موسیقی‌دان و بذله‌سنج و غزلیات را صوتی خوب می‌بست و در جناس‌گویی و ظرافت از جمیع معاصرین خود گوی سبقت می‌ربود. اشعار او مشمتمل بر غزلیات، قصاید، مثنویات و مقطعات است.»

## نمونه شعر
| بزن بر سینه من خنجری چند  |  | زرحمت بر دلم بگشا دری چند |
| وفا ناید دلا از تنگ چشمان |  | مسلمانی مجو از کافری چند  |

## آثار
- ‌‌دیوان قاسم کاهی [۲]